# Церква святого Йосифа Обручника (Львів)
Церква Святого Йосифа Обручника, розташована на вулиці Залізняка, у Франківському районі Львова. Перебуває під опікою Згромадження сестер милосердя Святого Вінкентія. Будівлі храму і реколекційного дому «Domus Recollectum» були закладені на початку ХХ століття єзуїтами як відпочинковий заклад. Будівлі віднесено до Реєстру пам'яток місцевого значення з охоронним № 2436.

## Історія
Після дворазового вигнання з міста у XVIII столітті та у середині ХІХ століття єзуїти повернулись у останній чверті ХІХ століття, розпочавши роботу серед робітників, закладаючи костельні професійні братства. Суперпріор львівської резиденції єзуїтів о. Станіслав Сопруха у 1906 році запропонував збудувати дім реколекції для духовного відновлення через молитву робітників і ремісників та львівського духовенства. До кінця року за кошти фонду єзуїтів купили парцелю на вулиці Дунін-Борковських (нині - вулиця Максима Залізняка) у місцевості Новий Світ. Проєкти будинку відпочинку і костелу виконали Тадей Обмінський та Карл Ріхтман-Рудневський разом з Юзефом Пйонтковським, яким довірили спорудження, завдяки можливості розбудови комплексу. Вартість будівництва зросла з 250.000 до 485.000 крон. Її покрили завдяки дотації намісництва, подарунку міською владою парцелі, наданням провінціала о. Вітковського 35.000 крон, архієпископа Юзефа Більчевського, намісника Андрій Потоцького, маршалка Станіслава Бадені, його брата Казимира Бадені.
Земляні роботи розпочали 24 серпня 1907 року, підготовчі з укладення фундаментів 3 вересня та 29 вересня архієпископ Юзеф Більчевський освятив наріжний камінь, оголосивши акт фундації реколекційного дому. Будівництво мурів завершили на початку 1908 року і 27 серпня ченці оселились у завершеній будівлі, де було 68 кімнат, 2 великі зали, каплиця на 100 осіб. Тут постійно перебувало декілька єзуїтів, що готували духовні вправи для різних професійних груп. Кімнати умеблювали за кошти купця Крамера. Вівтар каплиці, 4 вітражі фундував Олександр Тишкевич. Черниці монастирів сакраменток, Сакре-Кер, непорочниці виготовили орнати, каппи, покриття вівтарів. Художник Леонард Вінтеровський виконав декілька образів для каплиці, залів дому. Скульптор Станіслав П'янткевич виконав у 1911 року виконав барельєфи над центральним входом — центральний Матір Божа з святими Станіславом Косткою і Андрієм Боболею, бічня Св. Йосиф і Св. Ігнатій, перед входом фігуру Ісус, що несе хреста.
На 1913 рік було вирішено розбудувати каплицю для відвідування богослужінь 800 особами, на що розпочали збір коштів. Був відхилений початковий спільний проєкт Ріхтмана та Пйонтковського, проєкт Михайла Маковича. На початку лютого 1914 року розпочали роботи по спорудженні костелу, ескізи якого опрацював чернець Станіслав Дидек, а опрацював Франциск Мончинський. На основі рисунків останнього 7 квітня було видано дозвіл на будівництво. Архієпископ Юзеф Більчевський символічно освятив наріжний камінь 28 червня, коли вже звели наполовину мури стін. Незважаючи на початок Першої світової війни, російську окупацію Львова будівництво не призупинили і на початку 1915 року завершили склепіння, а в пресбітерії встановили вівтар. У квітні 1916 року було покрито дахом бічного нефу і завершено захристя. 13 серпня 1916 року незавершений костел освятили під посвятою Святого Йосифа і Святого Андрія Боболі. До головного вівтаря святого Йосифа, вівтаря Найсвятішого Серця Ісуса, Матері Божої Болісної додали 1917 року вівтар Святого Андрія Боболі, а замість двох бічних вівтарів спорудили нові з мармуру. У травні 1923 року створили комітет з відбору проекту розпису костелу, котрий обрав проект львівського художника Володимира Білецького. Одночасно проводились постійні роботи по заміні, доробці чи переробці оздоблення костелу. У 1939 році було оголошено створити комісію по вибору проекту розбудови костелу. Зберігся проект розбудови архітектора Вітольда Равського.

З початком Другої світової війни у вересні 1939 року були пошкоджені дахи, вікна костелу і дому. Настінні пошкодження будівля зазнала у 1944 році, внаслідок бомбардування радянською авіацією. Під час війни пропала частина архівів, через що частково невідома історія спорудження закладу єзуїтів, закритого новою владою 4 червня 1946 року. Спочатку, у будинку відкрили школу, а 21 липня 1949 року передали Лісотехнічному інституту. Крило дому було надбудоване на один поверх, прокладено галерею до костелу, неф якого розділи перекриттям. У будівлі костелу облаштували адміністративні приміщення та клуб інституту. У костелі був актовий зал, а пошкоджене крило перебудували під танцювальний зал. З фасаду дому усунули барельєфи. У січні 1991 року перший поверх у костелі передали Згромадженню Сестер Милосердя Святого Вінкентія УГКЦ з монастиря Святого Вікентія. Вони з часом зайняли всю будівлю костелу, а 1992 року храм освячено на честь Святого Йосифа Обручника. Взимку 1995 року було проведено капітальний ремонт церкви з усуненням перекриттів доби СРСР. Через несприйняття парафіян було усунуто модерністський іконостас та 11 лютого 1999 року встановлено новий роботи Демянчуків. У березні 2002 року проведено підготовку стін для розписів. Навесні 1994 року, для потреб Сестер Милосердя, було звільнено й другий поверх будинку.

Реколекційний дім єзуїтів і костел
Ескіз. Кароль Ріхтман-Рудневський і Юзеф Пйонтковський (1906)
Видно барельєфи на фасаді і фігуру перед ним (1911)
План першого поверху. Карл Ріхтман і Юзеф Пйонтковський (1906)
Світлина (1930-і роки)
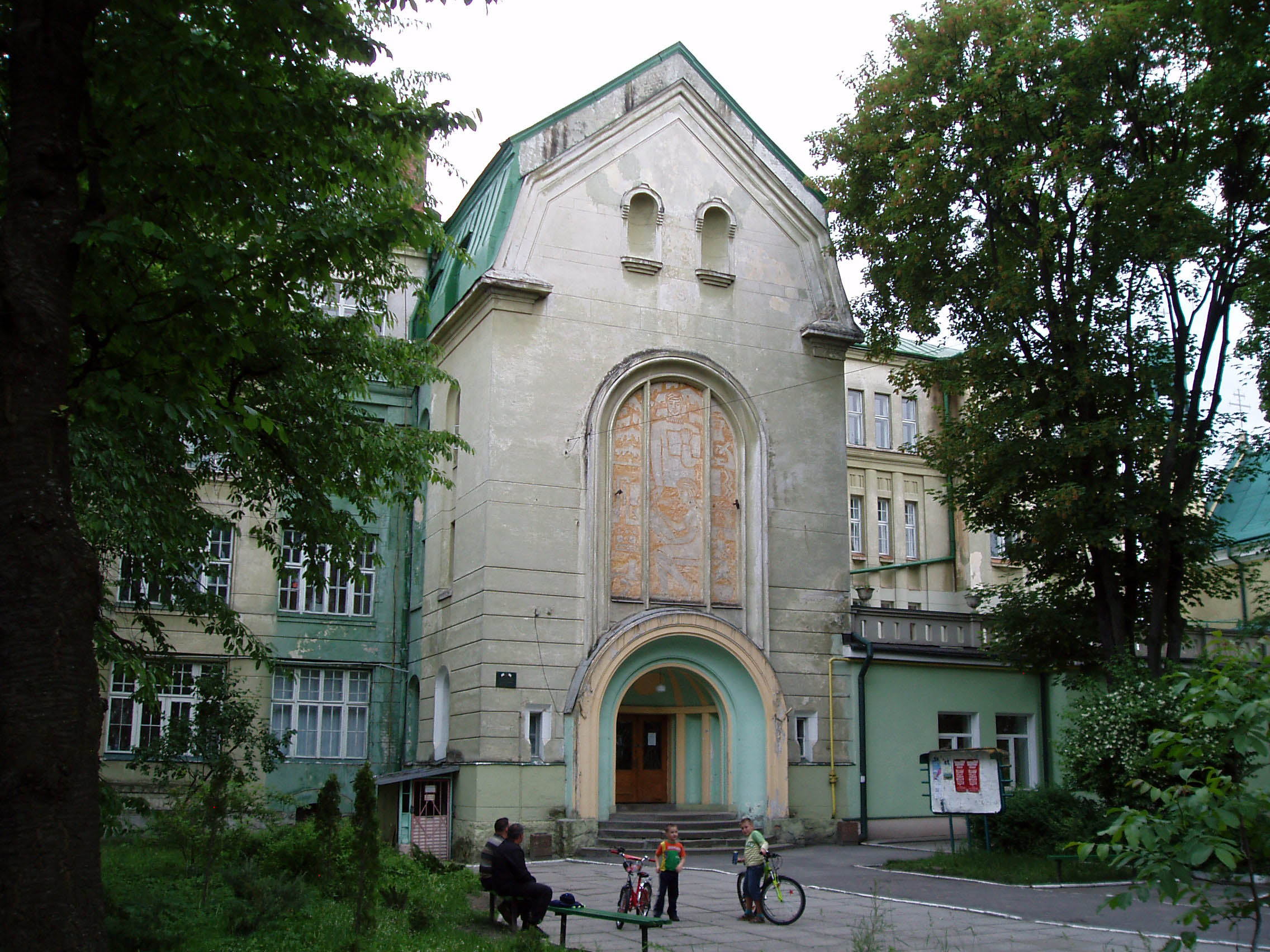
Світлина (2013)

## Храм
Храм орієнтовано на південний захід. Храм вимурувано з цегли з використанням залізобетону. Центральний об'єм базилікового типу, тринефний, трипрясловий. Центральний неф по фасаду видовжена на одне прясло для розташування музичних хорів і перед нею прибудовано низький прямокутний притвор з сходами на хори. Ззаду центральний неф продовжена на одне прясло пресбітерію з півкруглою апсидою. По сторонах добудовано квадратні захристя і скарбницю, біля апсиди круглу вежу. Посеред правого нефу прибудована півкругла апсида. Основним декором фасадів є профільовані карнизи зі значним виносом і чільний ввігнутий фронтон центрального нефу з півциркульним завершенням.
В інтер'єрі поміж нефами йдуть низькі аркади на гранітних круглих стовпах. Як і фасади, інтер'єр майже позбавлений пластичного декору. Привертають увагу на хрестовому склепінні світлотіні від розміщених високо парних вікон центрального нефу. В інтер'єрі не збереглись розписи 1923 року, вівтарі. В ньому встановлено низький іконостас.
У 2003 році молоді митці Асоціації Сакрального Мистецтва Святослав Владика та Данило Турецький розписали храм у неовізантійському стилі.

## Світлини

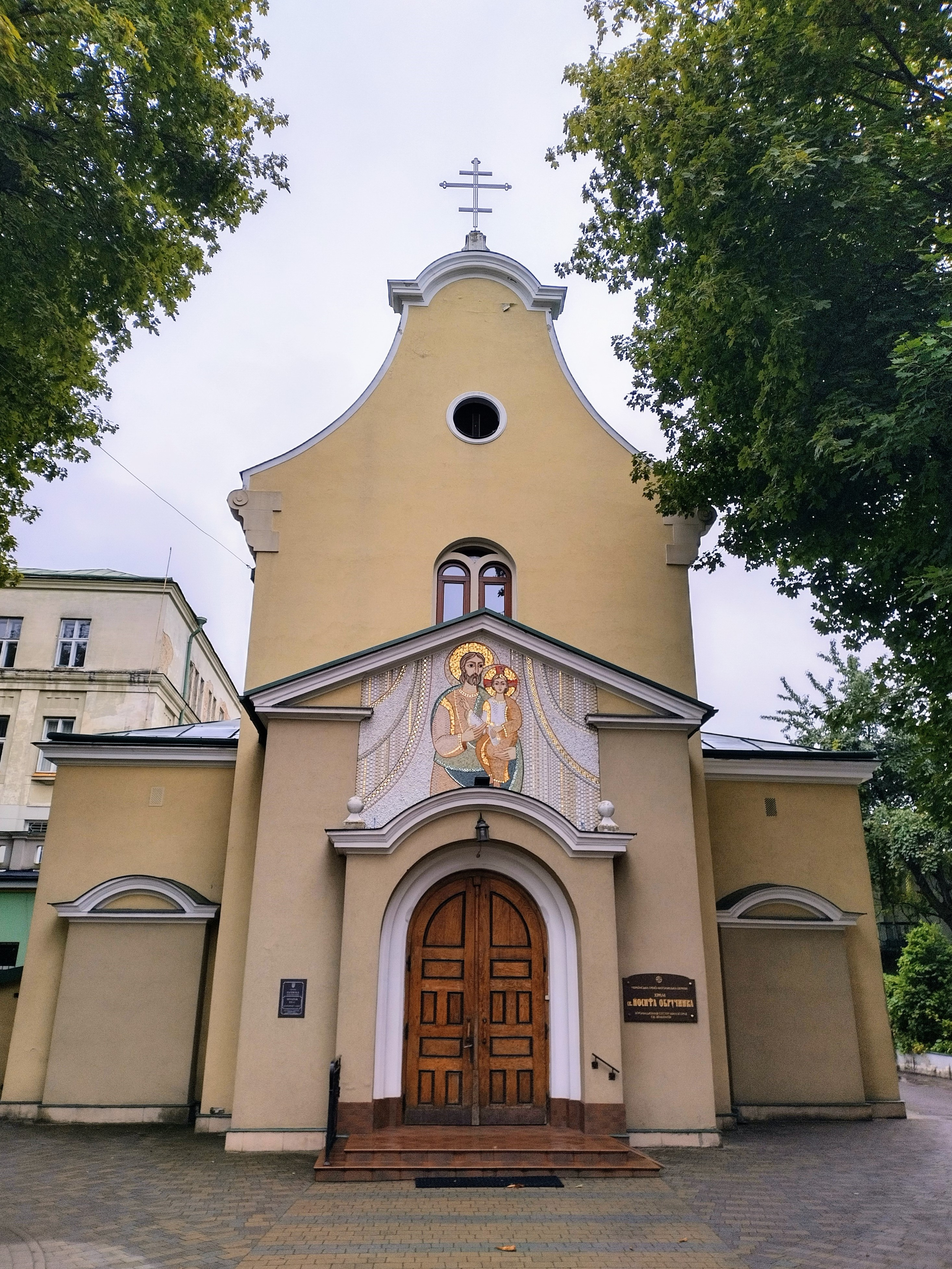
Портал і фасад храму
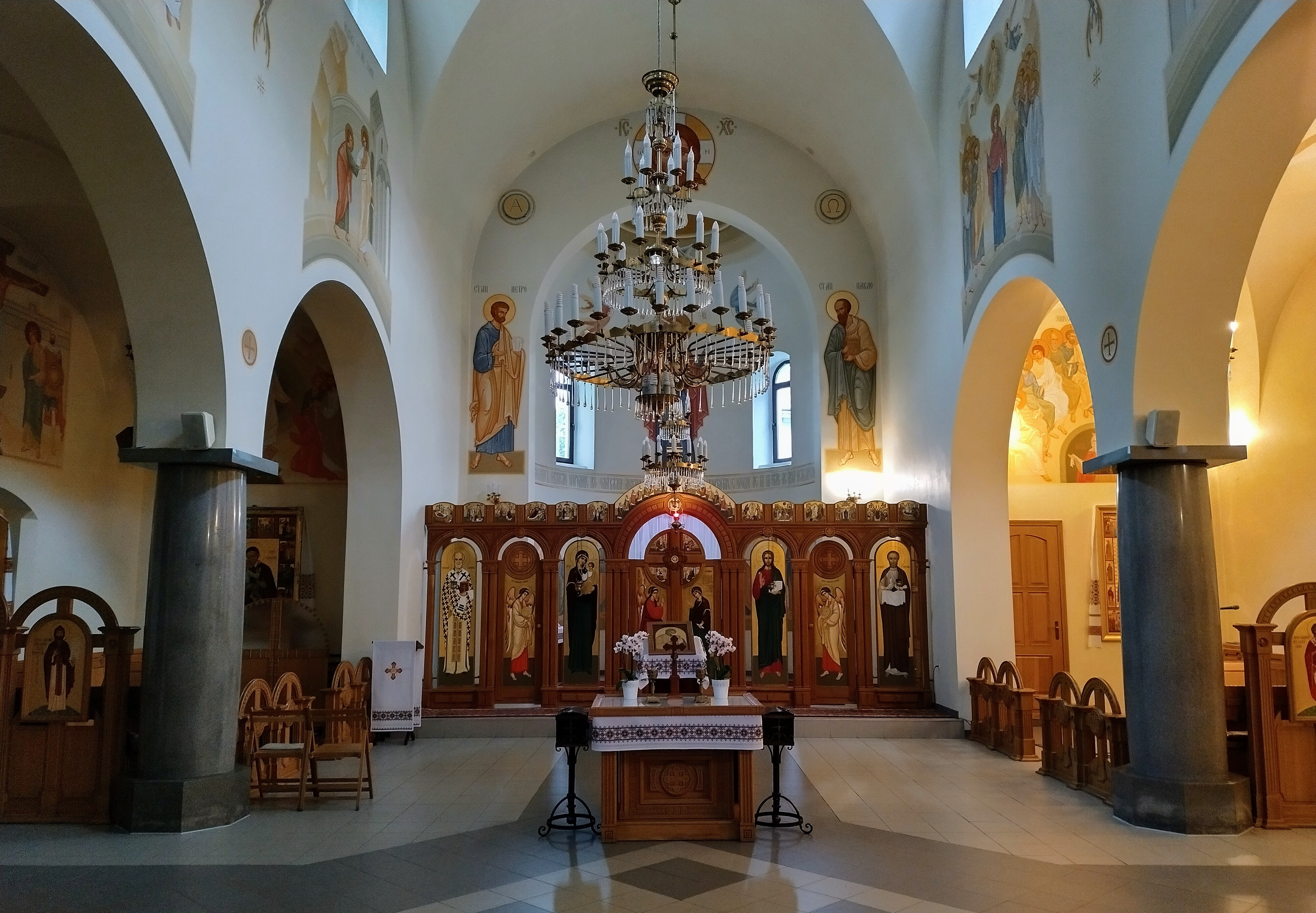
Головний вівтар
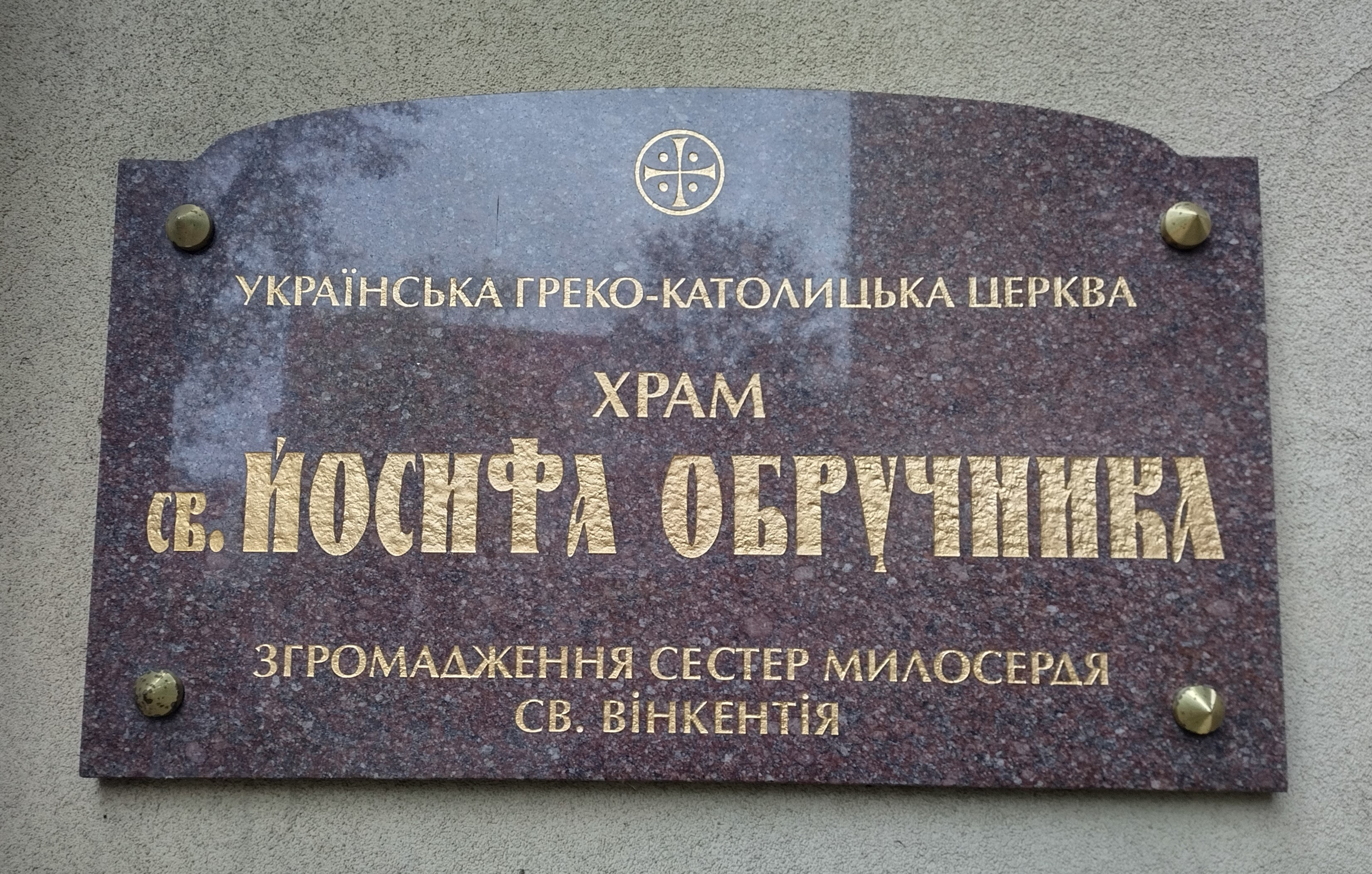
Інформаційна табличка